# Bruno da Silva Fonseca
Bruno da Silva Fonseca, noto semplicemente come Bruno Silva (Salvador, 14 settembre 1992), è un calciatore brasiliano, difensore del Feirense.

## Caratteristiche tecniche
È un terzino sinistro.

## Carriera
Cresciuto nel settore giovanile del Contagem, il 26 agosto 2012 ha esordito in prima squadra disputando l'incontro di Campeonato Mineiro Segunda Divisão perso 3-0 contro il Minas Boca.
Dopo aver giocato per alcune stagioni nelle serie inferiori del calcio brasiliano, nel 2015 viene acquistato dai portoghesi del Gil Vicente, militante in Segunda Liga.

## Palmarès
- Coppa di Lega portoghese: 1

Moreirense: 2016-2017